# آغوش سرد ترس: یک سمفونی عاشقانه تاریک
آغوش سرد ترس: یک سمفونی عاشقانه تاریک (به انگلیسی: The Cold Embrace Of Fear: A Dark Romantic Symphony) دومین آلبوم چندآهنگهٔ گروه سمفونیک پاور متال ایتالیایی راپسودی آو فایر است که در سال ۲۰۱۰ توسط نوکلیر بلست منتشر شد.

## فهرست آهنگ‌ها
کار آهنگسازی تمامی ترک‌های این آلبوم برعهدهٔ لوکا توریلی و آلکس استاروپولی بوده و فابیو لیونه نیز در آهنگسازی ترک‌های ۵ و ۶ شرکت داشته‌است. همچنین ترانه‌سرایی تمامی ترک‌های این آلبوم را لوکا توریلی انجام داده و کار تنظیم ارکسترال آهنگ‌ها برعهدهٔ آلکس استاروپولی بوده است.
| شماره | نام                                      | مدت   |
| ----- | ---------------------------------------- | ----- |
| ۱.    | «Act I: The Pass Of Nair-Kaan»           | ۲:۰۱  |
| ۲.    | «Act II: Dark Mystic Vision»             | ۱:۴۱  |
| ۳.    | «Act III: The Ancient Fires Of Har-Kuun» | ۱۴:۵۶ |
| ۴.    | «Act IV: The Betrayal»                   | ۳:۵۸  |
| ۵.    | «Act V: Neve Rosso Sangue»               | ۴:۴۱  |
| ۶.    | «Act VI: Erian's Lost Secrets»           | ۴:۲۸  |
| ۷.    | «Act VII: The Angels' Dark Revelation»   | ۳:۵۹  |

## اعضا
اصلی
- فابیو لیونه - خواننده
- لوکا توریلی - گیتار
- آلکس استاروپولی - کیبورد
- پاتریس گر - گیتار بیس
- الیور هولتزوارت - درامز

مهمان
- اولاف ریتمیر - گیتار آکوستیک
- ساشا پیت - گیتار ریتم
- مانوئل استاروپولی - فلوت ریکوردر (باروک)
- بریجیت فوگله - سوپرانو

صداپیشگان
- کریستوفر لی - شاه جادوگر
- کریستینا لی - لوتن
- استش کرکبراید - دارگور
- توبی ادینگتن - ایراس آلگور
- مارکوس دامیکو - خاس
- سایمون فیلدینگ - تاریش